# Vasilis Mazarakis
Vasilis Mazarakis (griechisch Βασίλης Μαζαράκης; * 9. Februar 1980 in Athen) ist ein ehemaliger griechischer Tennisspieler.

## Karriere
Mazarakis konnte vor allem auf der Future und Challenger Tour punkten. Im Einzel gewann er auf der Challenger Tour sechs Titel sowie drei weitere im Doppel. Seinen größten Erfolg auf der ATP World Tour erzielte er 2006 in Buenos Aires, als er mit Boris Pašanski bis ins Finale vorstieß. Dort unterlagen sie dem tschechischen Duo František Čermák und Leoš Friedl jedoch glatt 1:6, 2:6.
Bei Grand-Slam-Turnieren gelang ihm nie die Qualifikation für das Hauptfeld.
2004 nahm er an den Olympischen Spielen in Athen teil. Im Doppel trat er mit seinem Partner Konstantinos Economidis an, sie scheiterten aber bereits in der Auftaktrunde. Mit 1:6, 3:6 unterlagen sie den Tschechen Cyril Suk und Martin Damm.
Mazarakis spielte zwischen 2000 und 2005 in zehn Begegnungen für die griechische Davis-Cup-Mannschaft und bestritt dabei 19 Spiele. Sowohl im Einzel mit 8:6 als auch im Doppel mit 3:2 ist seine Bilanz positiv.

## Erfolge
| Legende (Anzahl der Siege)  |
| Grand Slam                  |
| ATP World Tour Finals       |
| ATP World Tour Masters 1000 |
| ATP World Tour 500          |
| ATP World Tour 250          |
| ATP Challenger Tour (9)     |

### Einzel

#### Turniersiege
| Nr. | Datum              | Turnier    | Belag | Finalgegner       | Ergebnis       |
| --- | ------------------ | ---------- | ----- | ----------------- | -------------- |
| 1.  | 13. September 1999 | Skopje     | Sand  | Gergely Kisgyörgy | 6:1, 6:0       |
| 2.  | 12. März 2001      | Perth      | Sand  | Jamie Delgado     | 6:2, 6:4       |
| 3.  | 10. September 2001 | Sofia      | Sand  | Stefano Galvani   | 7:65, 6:4      |
| 4.  | 23. September 2002 | Samarqand  | Sand  | John van Lottum   | 7:61, 4:6, 6:1 |
| 5.  | 16. Mai 2005       | Dresden    | Sand  | Boris Pašanski    | 6:3, 6:2       |
| 6.  | 19. September 2005 | Banja Luka | Sand  | Viktor Troicki    | 6:2, 6:2       |

### Doppel

#### Turniersiege
| Nr. | Datum           | Turnier   | Belag | Partner                 | Finalgegner                     | Ergebnis         |
| --- | --------------- | --------- | ----- | ----------------------- | ------------------------------- | ---------------- |
| 1.  | 3. Oktober 2005 | Rom       | Sand  | Konstantinos Economidis | Flavio Cipolla Alessandro Motti | 6:4, 7:64        |
| 2.  | 29. Mai 2006    | Ettlingen | Sand  | Felipe Parada           | Lars Burgsmüller Simon Greul    | 3:6, 6:1, [10:4] |
| 3.  | 5. Juni 2006    | Fürth     | Sand  | Felipe Parada           | Philipp Marx Torsten Popp       | 6:3, 6:2         |

#### Finalteilnahmen
| Nr. | Datum            | Turnier      | Belag | Partner        | Finalgegner                  | Ergebnis |
| --- | ---------------- | ------------ | ----- | -------------- | ---------------------------- | -------- |
| 1.  | 26. Februar 2006 | Buenos Aires | Sand  | Boris Pašanski | František Čermák Leoš Friedl | 1:6, 2:6 |